# Glena acidaliaria
Glena acidaliaria är en fjärilsart som beskrevs av Walker 1862. Glena acidaliaria ingår i släktet Glena och familjen mätare. Inga underarter finns listade i Catalogue of Life.